# Jessica Marais
Jessica Dominique Marais (Johannesburgo; 29 de enero de 1985) es una actriz australiana, conocida por haber interpretado a Rachel Rafter en la serie australiana Packed to the Rafters y a Lily Diamond en la serie Magic City.

## Biografía
Jessica nació en Johannesburgo, Gauteng, Sudáfrica. Es hija de Tony, un diplomático que murió cuando ella tenía tan solo 10 años y Karen, una maestra que falleció en 2020. Tiene una hermana menor llamada Clara la cual estudia medicina. Sufre de trastorno bipolar.
Antes de mudarse a Perth, Australia, vivió en Canadá y en Nueva Zelanda. Asistió al John XXIII College por un año y luego fue al St Hilda's Anglican School para niñas desde 1995 hasta su graduación en 2002.
En 2007 se graduó de la prestigiosa National Institute of Dramatic Art (NIDA) con un grado en actuación.
Es muy buena amiga del actor Hugh Sheridan, ambos asistieron a la misma escuela de actuación. Hugh y Jessica audicionaron juntos para la serie Packed to the Rafters, y obtuvieron los papeles de los hermanos Ben & Rachel Rafter.
En 2009 terminó con su novio, el artista Ben Riding.
En 2010 comenzó a salir con el actor James Stewart, Después de salir por casi ocho meses, en octubre del mismo año James le propuso matrimonió a Jessica mientras se encontraban vacacionando y ella aceptó. El 15 de noviembre de 2011 Jessica y James anunciaron que estaban esperando a su primer hijo juntos en mayo de 2012. El 9 de mayo de 2012 la pareja le dio la bienvenida a su primera hija juntos, Scout Edie Stewart. En mayo de 2015 la pareja anunció que se había separado.
En 2017 comenzó a salir con el fotógrafo Jake Holly, sin embargo la relación terminó en 2018.

## Carrera
Actualmente, Jessica es representada por la compañía United Talent Agency.
En 2008 interpretó a Kate en la película de acción y drama Two Fists One Heart, la cual fue lanzada en marzo del 2009 y filmada en Perth. 
Ese mismo año se unió al elenco de la serie dramática Packed to the Rafters donde interpretó a Rachel Rafter, la mayor de Nathan, Ben y Ruby Rafter. Por su actuación ganó dos premios logie en 2009 por "Actriz Nueva más Popular" y por "Nuevo Talento más Sobresaliente". En febrero de 2011 se anunció que Jessica dejaría la serie para buscar oportunidades de actuación en los Estados Unidos, su última aparición fue el 23 de agosto del mismo año después de que su personaje se mudara por seis meses a Nueva York. En 2012 Jessica regresó brevemente a la serie en un capítulo de la cuarta temporada después de que su personaje apareciera vía Skype, en 2013 regresó nuevamente a la serie para el último capítulo.
En 2009 interpretó a la despiadada Denna, una Mord'Sith encargada de torturar a Richard, en la serie estadounidense Legend of the Seeker. En 2010 regresó como invitada para dos capítulos, pero su personaje fue asesinado por Cara, mientras esta intentaba rescatar a Zed de las garras de Denna.
En 2012 apareció en la película de terror Needle, donde interpretó a Kandi.
En 2012 se unió al elenco de la serie dramática norteamericana Magic City como Lily Diamond, la esposa del millonario Ben Diamond (Danny Huston) y amante de Stevie Evans (Steven Strait) hasta el final de la serie en 2013. Se tiñó el pelo de negro para su personaje.
En abril de 2013 se anunció que Jessica se había unido al elenco del drama Love Child para el personaje de Joan Miller. La miniserie tuvo ocho capítulos y contó con la participación de los actores Jonathan LaPaglia, Ryan Corr y Mandy McElhinney.
En 2014 apareció en la película para la televisión Carlotta, basada en la vida de Carlotta, la transexual más famosa de Australia.

## Filmografía

### Series de televisión
| Año                     | Título                | Personaje        | Notas        |
| ----------------------- | --------------------- | ---------------- | ------------ |
| 2016 - presente         | The Wrong Girl        | Lily Woodward    | 18 capítulos |
| 2014 - 2017             | Love Child            | Dra. Joan Miller | 36 capítulos |
| 2012 - 2013             | Magic City            | Lily Diamond     | 16 capítulos |
| 2008 - 2011, 2012, 2013 | Packed to the Rafters | Rachel Rafter    | 75 capítulos |
| 2009, 2010              | Legend of the Seeker  | Denna            | 4 capítulos  |

### Películas
| Año  | Título               | Personaje | Notas |
| ---- | -------------------- | --------- | --- |
| 2016 | Chasing Satellites   | -         | Junto a Paz Vega, Edward James Olmos, Carmen Maura, Quim Gutiérrez y Antonio de la Torre                           |
| 2014 | Carlotta             | Carlotta  | Junto a Eamon Farren, Socratis Otto, Andrew Lees, Gigi Edgley, Alex Dimitriades, Ryan Johnson y Damian de Montemas |
| 2010 | Needle               | Kandi     | Junto a Jane Badler, Travis Fimmel, Khan Chittenden, Ben Mendelsohn, John Jarratt y Tahyna Tozzi                   |
| 2010 | Fish Lips            | Audrey    | Junto a Paloma Leech, Tahge Cull, Helen Leech y Sara Copeland                                                      |
| 2008 | Two Fists, One Heart | Kate      | Junto a Daniel Amalm                                                                                               |

### Teatro
| Año | Obra          | Personaje       | Teatro                             |
| --- | ------------- | --------------- | ---------------------------------- |
| -   | Pygmalion     | Eliza Doolittle | STC Theatre                        |
| -   | Hamlet        | Ophelia         | National Institute of Dramatic Art |
| -   | Sweet Charity | Charity         | National Institute of Dramatic Art |

## Premios y nominaciones
| Año  | Categoría                                       | Premio                                    | Trabajo nominado            | Resultado |
| ---- | ----------------------------------------------- | ----------------------------------------- | --------------------------- | --------- |
| 2018 | Best Personality on Australian Television       | Logie Award                               | Love Child y The Wrong Girl | Nominada  |
| 2018 | Most Popular Actress                            | Logie Award                               | Love Child y The Wrong Girl | Ganadora  |
| 2016 | Best Actress                                    | Silver Logie Award                        | Love Child                  | Ganadora  |
| 2015 | Most Popular Actress                            | Logie Award                               | Carlotta y Love Child       | Nominada  |
| 2015 | Most Outstanding Actress                        | Logie Award                               | Carlotta                    | Nominada  |
| 2012 | Most Popular Actress                            | Silver Logie Award                        | Packed to the Rafters       | Nominada  |
| 2011 | TV Actress                                      | Cosmopolitan’s Fun, Fearless Female Award | -                           | Nominada  |
| 2011 | Most Popular Actress                            | Silver Logie Award                        | Packed to the Rafters       | Nominada  |
| 2011 | Most Popular Personality on TV                  | Gold Logie Award                          | Packed to the Rafters       | Nominada  |
| 2010 | TV Actress                                      | Cosmopolitan Fun, Fearless, Female Awards | Packed to the Rafters       | Nominada  |
| 2010 | The So-Fresh-And-So-Clean Soap Star Of The Year | Dolly Teen Choice Award                   | Packed to the Rafters       | Nominada  |
| 2010 | Most Popular Actress                            | Silver Logie Award                        | Packed to the Rafters       | Nominada  |
| 2009 | Most Outstanding New Talent                     | Graham Kennedy Award                      | Packed to the Rafters       | Ganadora  |
| 2009 | Most Popular New Female Talent                  | Logie Award                               | Packed to the Rafters       | Ganadora  |